# Longitarsus persimilis
Longitarsus persimilis es una especie de insecto coleóptero de la familia Chrysomelidae. Fue descrita científicamente en 1860 por Wollaston.